# Пугачово (Малопургинський район)
Пугачо́во (рос. Пугачёво, удм. Пугачёво посёлок) — село (в минулому — смт) в Малопургинському районі Удмуртії, Росія.
Урбаноніми:
- вулиці — 1-а робітнича, 2-а Робітнича, 3-я Робітнича, 4-а Робітнича, Азіна, Гагаріна, Дачна, Квартальна, Кірова, Комарова, Леніна, Лісова, Нагірна, Першотравнева, Складська, Чапаєва
- провулки — Леніна, Чапаєва

## Населення
Населення — 2730 осіб (2010; 2726 в 2002).
Національний склад станом на 2002 рік:
- росіяни — 54 %
- удмурти — 27 %

## Подія
16 травня 2018 року, в результаті підпалу трави на території колишнього військового полігону, в селі Пугачово трапилася пожежа, через що відбулися вибухи на колишньому військовому полігоні поблизу смт. Мешканців смт Пугачово та навколишнього села Мала Бодья та сільського поселення Кечовське було евакуйовано на безпечну відстань.